# Miekenhagen
Koordinaten: 53° 59′ N, 11° 51′ O
Miekenhagen ist ein Ortsteil der Gemeinde Satow im Landkreis Rostock in Mecklenburg-Vorpommern (Deutschland).
Miekenhagen liegt etwa 22 Kilometer südwestlich von Rostock und drei Kilometer westlich von Satow. Die Anschlussstelle Kröpelin der Bundesautobahn 20 ist in einem Kilometer zu erreichen. Der Ort befindet sich mit etwa 65 m ü. NHN in einer Tallage. Mit Ausnahme des Südens steigt das von Ackerflächen dominierte Gelände zu allen Seiten an. Benannte Erhebungen sind der 89,5 Meter hohe Glashütter Berg im Nordosten, der 83,5 Meter hohe Schnakenberg im Nordwesten sowie der 97,8 Meter hohe Buchenberg und der 88 Meter hohe Eulenberg im Südwesten.
In Miekenhagen gibt es etwa 50 Einwohner und 12 Häuser. Die Ländereien um und in Miekenhagen gehören zum größten Teil dem Gut Hohen Luckow oder sind in privatem Besitz. 

## Geschichte
1224 wurde Miekenhagen erstmals urkundlich genannt. Es war ein Bauerndorf, das bis 1582 zum Gut Siemen gehörte. Der Erbherr aus Gerdshagen verkaufte es im Jahr 1790. Das Gut gehörte bis 1903 der Familie Mutzenbecher und wurde dann an die Familie Thormann verkauft. Auf dem Gelände des Guts befindet sich ein Eiskeller, der unter Denkmalschutz steht.
Miekenhagen war bereits vom 1. Juli 1950 bis zum Jahresende 1959 ein Ortsteil der Gemeinde Satow, anschließend bis zum 30. Juni 2003 ein Ortsteil der Gemeinde Radegast. Mit der Auflösung des Amtes Satow und der Fusion der zuvor amtsangehörigen Gemeinden zur neuen Gemeinde Satow wurde Miekenhagen zum Ortsteil der Gemeinde Satow.